# Piarister
Piaristerne (afledt af latin pius "from" om "de fromme") er medlemmer af den katolske mandlige religiøse orden Ordo Clericorum Regularium Pauperum Matris Dei Scholarum Piarum (forkortelse SP). Dens medlemmer er primært præster, der arbejder med uddannelse og skoletjeneste.

## Oversigt
Piaristerne blev grundlagt af spanieren, St. José de Calasanz (1557-1648 i Rom). Calasanz besøgte det romerske distrikt Trastevere i 1597 og grundlagde den første friskole for gadebørn i sognet Santa Dorotea. Hans mål blev sammenfattet under mottoet "Pietati et Litteris". I dag er dette motto oversat som "Tro og kultur". Han kaldte sit værk for fromme skoler. Det centrale i hans ideer var respekten for hvert enkelt barns identitet og at se billedet af Kristus i dem. I sine skoler forsøgte han at tjene de unge elevers intellektuelle, fysiske og åndelige behov. Calasanz var en ven af Galileo Galilei og lagde stor vægt på naturvidenskab og matematik og humaniora i ungdomsuddannelsen. Klokken 6. Den 16. marts 1617, ved breve Ad ea per quae, indstiftede pave Paul 5. en ny menighed i Kirken: Pauline Congregation of the Poor of the Mother of God of the Pious Schools (latin: 'Pauperum Matris Dei Scholarum Piarum').
Efter pave Paul 5.'s død fandt José von Calasanz en våbenkammerat for at grundlægge en orden i Michelangelo kardinal Tonti. Den 28. november 1621 Pave Gregor 15. den paulinske menighed til ordenen gennem bullen In Supremo Apostolatus som blev godkendt lidt senere, den 31. januar 1622. Medlemmer af ordenen skal aflægge fire højtidelige religiøse løfter: fattigdom, kyskhed, lydighed og engagement i ungdomsuddannelse. José Calasanz blev kanoniseret i 1767 og pave Pius 12. udnævnte ham i 1948 til "alle kristne folkeskolers himmelske skytshelgen". Pave Johannes Paul 2. sagde, at Saint José Calasanz, ved at tage Kristus som et forbillede, søgte at formidle videnskab og den evangeliske visdom til unge mennesker og at lære dem at forstå Guds kærlige handlinger.
Siden den blev grundlagt, har ordnen hovedsageligt været aktiv i Italien og Spanien (ital. Scolopi, span. Escolapios ) aktiv. Blot ni år efter godkendelsen var den første placering nord for Alperne i Mikulov (Nikolsburg) i Mæhren i 1631; fra 1689 fulgte afdelinger i Østrig, Bøhmen, Ungarn og nutidens Slovakiet og Polen. i det 18.  århundrede opretholdt ordenen i Østrig 24 gymnasier og var det førende skolesystem inden for mellemuddannelse; hans litterære virksomhed var særlig kendt.
Efter at Reichsvolksschulgesetz blev vedtaget i 1869, blev mange piaristiske skoler sekulariseret fra 1870 og fremefter. I dag er der østrigske afdelinger i Wien, Horn og Krems.

## Kendte medlemmer
- Gregor Arvay (tilhørte piaristerne indtil 1810)
- József Palotay-Purgstaller, gymnasielærer for Ignaz Semmelweis, professor ved Pest University og medlem af det ungarske videnskabsakademi og forfatter til A bölcsészet elemei ("The Elements of Philosophy", Buda 1843) [4]
- Franz Adrian Köcher (medlem af piaristerne fra 1803 til 1817)
- Miklós Révai (tilhørt piaristerne siden 1769)
- Johann Karl Tobisch (medlem af piaristerne fra 1810 til 1816)

### Generaloverordnede
- Josep Maria Balcells (1985 – 8. juli 2003)
- Jesus Maria Lecea Sainz (2003-2009)
- Pedro Aguado (siden 2009)